# کشور وابسته
کشور وابسته (به انگلیسی: Associated state) یا کشور هم‌پیوند، شریک یا هم‌پیمان جزئی در یک رابطهٔ رسمی و آزاد بین یک قلمرو سیاسی با درجه‌ای از حاکمیت و یک ملت (معمولاً بزرگتر) است که برای آن هیچ اصطلاح ویژهٔ دیگری مانند تحت‌الحمایگی در نظر گرفته یا تصویب نشده است.
جزئیات این همگرایی آزاد در قطعنامه ۱۵۴۱ (شانزدهم) مجمع عمومی سازمان ملل متحد اصل ششم، مجموعه‌ای از توافق‌نامه انجمن‌های آزاد یا قانون تابعیت «کشورهای وابسته به هندوستان غربی» درج شده‌است و مخصوص کشورهای درگیر است. در مورد جزایر کوک و نیوئه، جزئیات چیدمان «انجمن آزاد» آنها در اسناد متعددی از جمله قانون اساسی مربوط، مبادله‌نامهٔ ۱۹۸۳ بین دولت‌های نیوزیلند و جزایر کوک، و یکصدمین سالگرد ۲۰۰۱ درج شده‌است. کشورهای وابستهٔ آزاد را می‌توان مستقل یا غیر مستقل توصیف کرد، اما انجمن آزاد به منزلهٔ دارا بودن صلاحیت دولت یا وضعیت یک نهاد به عنوان یک موضوع (عضو مشمول) حقوق بین‌الملل نیست.
به‌طور غیررسمی می‌توان آن را گسترده‌تر در نظر گرفت: از شکل پسااستعماری محافظت از تحت‌الحمایه، یا کنفدراسیون اعضای نابرابر؛ وقتی که به نماینده (های) شریک (های) کمتر (جزء) شریک یا نماینده مهمتر (غالباً قدرت استعماری سابق)، نوعی خودمختاری را منتقل شود، معمولاً در کشورهای مستقل، که به‌طور انحصاری نوعی اختیار توسط دولت حاکم حفظ می‌شود، معمولاً در زمینه‌هایی مانند دفاع و روابط خارجی، در حالی که (در برابر) اغلب از شرایط اقتصادی مطلوب مانند دسترسی به بازار برخوردار هستند.
به گفتهٔ برخی محققان، نوعی ارتباط مبتنی بر حمایت خیرخواهانه و تفویض حاکمیت را می‌توان ویژگی مشخصی از خرده‌کشورها دانست.